# AtheOS
AtheOS (früher AltOS) ist ein unter der GNU General Public License stehendes freies Betriebssystem für den Desktop-Einsatz auf x86-Prozessoren. Es wurde von Kurt Skauen entwickelt. Er hat ebenfalls diverse Software auf AtheOS portiert, wie zum Beispiel Apache und KHTML für den Webbrowser ABrowse. Ursprünglich war AtheOS als AmigaOS-Klon geplant, doch ist davon nichts als die Standard-Fensterdekoration übrig geblieben.
Dieses System wurde seit etwa 2001 nicht mehr weiterentwickelt, es existiert mit Syllable allerdings eine Abspaltung.

## AtheOS und andere Systeme
AtheOS besitzt im Gegensatz zu den vielen Unix-Varianten, welche die graphische Oberfläche alle durch ein X Window System realisieren, einen Kernel mit integriertem GUI. Ferner implementiert AtheOS nur einen Teil des POSIX-Standards.
Auch hat AtheOS nichts mit BeOS zu tun. Sie sind weder quelltext- noch binärkompatibel. Die Entwicklung von AtheOS wurde vor der Markteinführung von BeOS völlig unabhängig davon begonnen. Ähnlich ist beiden Projekten lediglich, dass sie die Trennung von Kernel und grafischer Oberfläche aufgehoben haben, wie dies allerdings auch beim klassischen Mac OS bereits üblich war.
Allerdings sind die C++-APIs von AtheOS und BeOS ähnlich genug, dass der Programmierer Bill Hayden innerhalb von sechs Monaten den Application Server und das Interface Kit von AtheOS auf einen 2.4er Linux-Kernel portieren und derart modifizieren konnte, dass sich BeOS-Anwendungen ausführen ließen. Diese Arbeit führte zu dem Betriebssystem Cosmoe.

## Merkmale
- Ein 32-Bit Journaling-Dateisystem (AtheOS File System)
- Im Wesentlichen POSIX-Kompatibilität
- Einen integrierten GUI-Server
- Niedrige Latenzzeiten
- SMP-Unterstützung